# Eerste Haagse Rolschaats Club Marathon
L'Eerste Haagse Rolschaats Club Marathon è un club di hockey su pista avente sede a L'Aia nei Paesi Bassi.

## Palmarès

### Titoli nazionali
- Campionato olandese: 7

1947, 1951, 1956, 1964, 2002, 2003, 2015